# 南湖村
南湖村（なんごむら）は山梨県中巨摩郡にあった村。現在の南アルプス市南端の東部、釜無川右岸にあたる。

## 地理
- 河川：釜無川

## 歴史
- 1875年（明治8年）1月29日 - 巨摩郡田島村・和泉村・西南湖村・東南湖村・高田新田が合併して南湖村となる。
- 1878年（明治11年）7月22日 - 郡区町村編制法の施行により、南湖村が中巨摩郡の所属となる。
- 1889年（明治22年）7月1日 - 町村制の施行により、南湖村が単独で自治体を形成。
- 1955年（昭和30年）4月1日 - 落合村・大井村・五明村と合併して甲西町が発足。同日南湖村廃止。

## 名所・旧跡・観光スポット・祭事・催事
- 安藤家住宅

## 交通

### 道路
- 国道140号